# U-333
U-333 je bila nemška vojaška podmornica Kriegsmarine, ki je bila dejavna med drugo svetovno vojno.

## Zgodovina
Podmornica je bila potopljena v spopadu z britanskim sloopom HMS Starling (U 66) in fregato HMS Loch Killin (K 391); umrlo je vseh 45 članov posadke.

## Poveljniki
| Poveljniki |                      |                    |                                     |
| Št.        | Čin                  | Ime                | Poveljstvo                          |
| 1.         | Kapitänleutnant      | Peter-Erich Cremer | 25. avgust 1941 - 6. oktober 1942   |
| 2.         | ?                    | Helmut Kandzior    | 6. oktober 1942 - 9. oktober 1942   |
| 3.         | Kapitänleutnant      | Lorenz Kasch       | 9. oktober 1942 - 22. november 1942 |
| 4.         | Oberleutnant zur See | Werner Schwaff     | 22. november 1942 - 17. maj 1943    |
| 5.         | Korvettenkapitän     | Peter-Erich Cremer | 18. maj 1943 - 19. julij 1944       |
| 6.         | Kapitänleutnant      | Hans Fiedler       | 20. julij 1944 - 31. julij 1944     |

## Tehnični podatki
| Kategorije                                    | Podatki                       |
| --------------------------------------------- | ----------------------------- |
| Teža (t): na površju pod površjem polna Teža  | 769 871 1.070                 |
| Dolžina (m) - tlačni trup (m)                 | 67,10 - 50,50                 |
| Širina (m) - tlačni trup (m)                  | 6,20 - 4,70                   |
| Izpodriv (m)                                  | 4,74                          |
| Višina (m)                                    | 9,6                           |
| Moč (hp): na površju pod podvršjem            | 3.200 750                     |
| Hitrost (vozlov): na površju pod podvršjem    | 17,7 7,6                      |
| Doseg (milja/vozel): na površju pod podvršjem | 8.500/10 80/4                 |
| Torpeda/Torpedne cevi                         | 14/5 (4 na premcu, 1 na krmi) |
| Krovni top (mm)                               | 88                            |
| Mine                                          | 26 TMA                        |
| Posadka                                       | 44-52                         |
| Maksimalni potop (m)                          | 220                           |